# CSC企業股份有限公司
CSC Enterprise Corp.（全名CSC Enterprise）是一家家族拥有的豪华沙发和家具製造商的批发供应商，总部设在美国加利福尼亚州的洛杉矶。该公司成立於1988年，他们的工厂坐落在美国加利福尼亚州的洛杉矶的工业市。该公司主要是通过展示和贸易展览批发销售。该公司所有的家具是在美国加利福尼亚州手工製作。

## 历史
CSC Enterprise Corp. 在1988年成立，开始是一个藤家具和柳条家具製造商。自那时以来，他们演变成豪华装饰家具製造商，生产不同理想之动态设计和不同生活方式的高档家具供不同的北美客户。该公司一直积极参与展示和贸易展览，包括拉斯维加斯世界市场中心家具市场上。

## 可持续性
该公司目前是Sustainable Furnishings Council (SFC)的成员。 该公司致力於促进可持续的做法，家具业和提高消费者和买家。

## 外部連結
- CSC Enterprise Corp. 官方网站（页面存档备份，存于）